# Gilbert Roland
Gilbert Roland (eg. Luis Antonio Damaso de Alonso), född 11 december 1905 i Juárez, Chihuahua, Mexiko, död 15 maj 1994 i Beverly Hills, Kalifornien var en mexikanskfödd amerikansk skådespelare.
Gilbert Rolands far var tjurfäktare och Roland tränade för att gå i sin fars fotspår. Familjen flyttade till USA och han valde då istället filmen. Redan från tretton års ålder hade han småroller och blev så småningom "förste älskare" i såväl stumfilmer som ljudfilm. En av hans mest kända roller var som Armand i stumfilmsversionen av Kameliadamen 1927. Med tiden blev han en duktig karaktärsskådespelare.
Åren 1941-1946 var han gift med skådespelerskan Constance Bennett.

## Filmografi i urval
- 1927 – Kameliadamen
- 1929 – Hennes ideal
- 1933 – Lady Lou
- 1940 – Slaghöken
- 1949 – Natt över Cuba
- 1952 – Illusionernas stad
- 1953 – Bragdernas man
- 1955 – Äventyraren från Aragonien
- 1964 – Indianerna
- 1966 – Djävulens blomma
- 1977 – Öar i strömmen